# Símbolos de Chiquinquirá
Los Símbolos de Chiquinquirá, son el emblema representativo de este municipio del departamento colombiano de Boyacá. La imagen de estos símbolos está representada por el escudo de armas de la ciudad de Chiquinquirá; otro símbolo de la ciudad es la bandera municipal.
Uno de los símbolos del municipio y de la identidad nacional colombiana es la imagen de la Virgen de Chiquinquirá, imagen que trasciende el departamento de Boyacá y la región en donde se encuentra.

## Escudo
Descripción: «en forma de corona sobre el cuerpo central presenta cuatro torres o atalayas, con las puertas abiertas, que simbolizan la hospitalidad y vigilancia de nuestros valores y virtudes. Guirnaldas con los colores blanco, rojo y azul, distintivos de la bandera de la ciudad, rodean el cuerpo central del escudo que tiene forma rectangular y está dividido en cuatro campos para terminar en semicírculo. Los campos con fondos alternados en azul y blanco ofrecen el Monograma de la Virgen María. El arpa emblema de poetas y músicos. Las testas de vacunos y cabalgares y la cornucopia de la abundancia, de donde brotan flores y frutos, riquezas naturales de la ciudad y región. En el remate del semicírculo aparece una cinta con fondo gris donde está inscrita en negro la palabra Chiquinquirá».

## Bandera
Descripción: «a la izquierda aparece un triángulo equilátero de color blanco que significa el respeto a la igualdad y dignidad del ciudadano. Del vértice se desprenden los colores rojo y azul, en rectángulos de igual proporción. La tierra y el cielo se tocan en la sabia polémica de la dialéctica que otorga al ser humano la capacidad tolerante de la pluralidad».

## Himno
El himno de Chiquinquirá fue compuesto por Mariano Álvarez Romero notario de Chiquinquirá, poeta y músico.

### Letra
Himno de Chiquinquirá
[Coro]

Oh Valle fecundo que ofreces al hombre

Tu pródigo vaso de aromas sin miel

Cuán bella en tus campos esplende la vida

Cuán hondo se siente la patria y la fe

[Estrofa I]

Por el mástil de oro la luz asciende

Como una bandera tu nombre inmortal

Como una bandera cuyos tres colores

Pregonan justicia, paz y libertad

[Estrofa II]

Crisol de la estirpe donde beso cósmico

Del sol de castilla y del sol tropical

Arde bellamente la sangre indo hispana

Sin que la perfidia la enturbie jamás

[Estrofa III]

No esta tierra de los indios ciegos

Ni de la frontera que invita a morir

Más se enorgullece de la lid fecunda

De laurel de apolo y el mirto gentil

[Estrofa IV]

Juventud florida tu vigor renueva

En su frente brilla el saber de luz

Y en señal de triunfo lleva como heraldo

Un águila de oro sobre campo azul

[Estrofa V]

La lira, el cayado, la pluma y la espada

La voz una historia den timbre sin par

Todo cual joyas de una soberana

Cobra en ti prestigio de insigne metal

[Estrofa VI]

Venid colombianos: doblad la rodilla izad la bandera

Resuena el clarín que aquí está la reina de los corazones

La rosa del cielo: nuestra emperatriz 